# Yaqui
Die Yaqui sind eine indigene Ethnie Mexikos. Die Yaqui nennen sich selbst „Yoeme“, das Yaqui-Wort yoemem oder yo'emem bedeutet „Menschen“. Die Yaqui gelten als die indigene Gruppe Mexikos, die sich am militantesten und erfolgreichsten gegen die „weißen Eroberer“ zur Wehr gesetzt und so Symbolcharakter für den indigenen Widerstand gegen koloniale und neokoloniale Domination errungen hat.
Die Yaqui leben heute zum Teil im Norden von Mexiko in der Umgebung der Stadt Ciudad Obregón. Sie sprechen  „Hiaki“ oder „Cahita“ eine zur uto-aztekischen Sprachfamilie gehörenden Sprache.

## Widerstand

### Widerstand in der Zeit der spanischen Conquista bis Aufhebung des Jesuitenordens
Zum Zeitpunkt der Conquista bildeten die Yaqui acht Nationen, die auf einem gemeinsamen Territorium lebten, dessen Zentrum, die Sierra del Bacatete, als heiliges Ursprungsland verehrt und von den acht darum herum lebenden Völkern überwacht und verteidigt wurde. 1533 kam es zu einer ersten kriegerischen Auseinandersetzung mit den Spaniern unter Diego de Guzmán, in der die Yaqui sich nicht von Feuerwaffen und Kanonen einschüchtern ließen. Es gelang ihnen vielmehr, die Spanier zurückzuschlagen. Da sie weit im Norden in einer unwirtlichen Halbwüste lebten, hatten die Spanier zunächst kein wirtschaftliches Interesse an ihnen. Anders als die übrigen indianischen Gruppen setzten sie sich der Evangelisation nicht entgegen, sondern baten 1617 um die Entsendung von Jesuiten-Missionaren, weil sie darin eine Bewahrung und Stärkung ihrer Territorialität sahen. Erst durch die Religion errangen die Yaqui ihre eigentliche ethnische Identität. Unter dem Protektorat der Jesuiten durchliefen sie einen Prozess der selektiven, selbstgewählten Akkulturation, der erst 1740 mit einem Aufstand und der Vertreibung der Jesuiten beendet wurde. Die Yaqui zogen sich daraufhin in die Sierra zurück.

### Widerstandsbewegungen zu Beginn der Unabhängigkeitskriege bis Moderne
Zu Beginn der Unabhängigkeitskriege, 1810, hielten sich die Yaqui zunächst am Rande des Konfliktes, hatte doch für sie das Konzept der Unabhängigkeit einen anderen Wert als für die Kreolen oder Mestizen. Unter Führung von Juan Baderas organisierte sich im ganzen Gebiet der heutigen Staaten Sinaloa und Sonora eine indianische Unabhängigkeitsbewegung (Yaqui, Mayo, Pima und Opata) mit messianischem Charakter, die im Namen der Jungfrau von Guadalupe in einer Reihe von Aufständen zwischen 1826 und 1833 die Vertreibung der Weißen, der "yori", aus ihrem Gebiet forderte. So gelang es der Regierung von Sonora nie, ihr Territorium vollständig zu kolonialisieren.

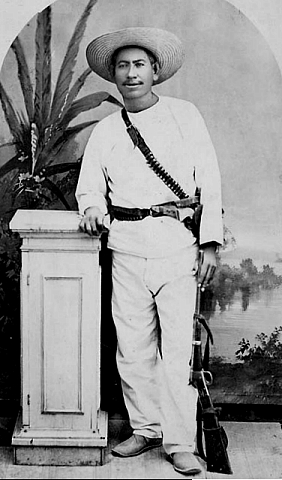
Der Yaqui-Führer Cajeme um 1887

Unter Führung von Cajeme kam es in den Yaqui-Kriegen zwischen 1867 und 1887 zum letzten Versuch, die Mexikaner aus Sonora zu vertreiben. Cajeme wurde füsiliert, die Hälfte der überlebenden Yaqui floh nach Arizona, und Tausende von Yaqui und Mayo wurden nach Yucatán auf Sisalplantagen zwangsdeportiert. Dennoch gaben die Yaqui ihren Kampf um das ihnen heilige Land nicht auf; 10 Jahre nach der letzten blutigen Auseinandersetzung, 1927, gab ihnen schließlich Präsident Cardenas 1936 den Rechtstitel über 750 Hektar Land, einen kleinen Teil dessen, was ihnen einst gehört hatte, und anerkannte ihr Recht auf Selbstbestimmung. Doch durch den Bau von Staudämmen am Yaqui-Fluss wurde ihre wichtigste Ressource, das Wasser, für ihren Bewährungs- und Kanalfeldbau, abgeleitet. Ihre Wasser- und Landrechte versuchen sie heute auf dem Verhandlungswege einzufordern.
Wenn auch der militante Widerstand der Völker auf die Dauer immer gebrochen wurde, haben sie dennoch häufig auf anderer Ebene Widerstand geleistet: sie konnten sich meist als differenzierte soziale Einheit behaupten, mit einer eigenen Identität, die sich in einer individuellen Kultur manifestiert, an der nur die Mitglieder der eigenen Gruppe partizipieren. Diese individuellen, angepassten Strategien im täglichen Leben charakterisiert Bonfil Batalla als „Kultur des Widerstandes“ (spanisch cultura de la resistencia), die mit dem Ziel der Erhaltung der eigenen Kultur durchaus auch Veränderungen akzeptiert. Diese Dynamik der indigenen Kulturen ist nur vor dem Hintergrund der kolonialen Dominierung verständlich, welche die Kultur an ihrer freien Entwicklung hindert und ständig fremde und den Bedürfnissen der Gruppe entgegengesetzte Elemente durchsetzt.
Für diesen kulturellen Widerstand finden wir in der entwicklungspolitischen Fachliteratur viele Beispiele: An einem Ort werden die verbesserten Saatsorten, die Düngemittel, die Insektizide nicht akzeptiert; man versteckt die Kinder vor der Impfkampagne, ein neuer Haustyp stößt auf Ablehnung oder wird zweckentfremdet (Hühnerstall im Badezimmer). Ein Grund für die Ablehnung ist, dass diese Neuerungen meist eine Einschränkung der Gruppenautonomie bedeuten. Zwar würden Saatsorten, Insektizide und Düngemittel die Ernteerträge steigern, doch steigt mit ihnen auch die Außenabhängigkeit, müssen sie doch verkauft werden und gehören wie die Spritze und der Impfstoff nicht zu den von der Gruppe produzierten oder kontrollierten Ressourcen. Konservatives Verhalten ist, so betrachtet, Teil eines ständigen Kampfes um Selbstbestimmung über die eigenen Kulturelemente.

Die Karte zeigt das ungefähre Siedlungsgebiet (orange) des Yaqui-Volkes.

Detailkarten zum Siedlungsgebiet des Yaqui-Volkes

## Carlos Castaneda
In den Büchern von Carlos Castaneda spielt ein gewisser Don Juan Matus, der in seiner literarischen Figur der Ethnie der Yaqui angehörte, die Hauptrolle als Gegenpart des (realen oder fiktiven) Ich-Berichterstatters. Er gibt zunächst vor, einen „Yaqui-Weg des Wissens“ darzustellen (so der Untertitel des ersten Castaneda-Bandes „The Teachings of Don Juan: A Yaqui Way of Knowledge“ (1968)); in späteren Bänden wird aber betont, dass sein spiritueller Weg nicht zwangsläufig an die Ethnie der Yaqui gekoppelt sei. Castaneda hat mit der genannten Studie den Mastertitel an der UCLA erworben. Mit einer späteren Studie über Juan Matus wurde er an der Universität von Kalifornien in Los Angeles promoviert („Reise nach Ixtlan“ 1972). Die Bücher hatten weltweit für Furore gesorgt und erreichten eine Auflage von mehreren Millionen; Castaneda und ein angedeuteter Yaqui kamen sogar auf das Titelbild des Time Magazine. Castanedas Bücher wurden als Beleg dafür bezeichnet, dass es auch in Altamerika spirituelles Wissen gegeben habe, das „mit dem großen System des Ostens vergleichbar ist“ (so die offizielle Werbung des Verlags). Allerdings hat das Gedankengebäude von Don Juan, wie es von Castaneda beschrieben worden ist, zum Schamanismus der Yaqui keinen Bezug.

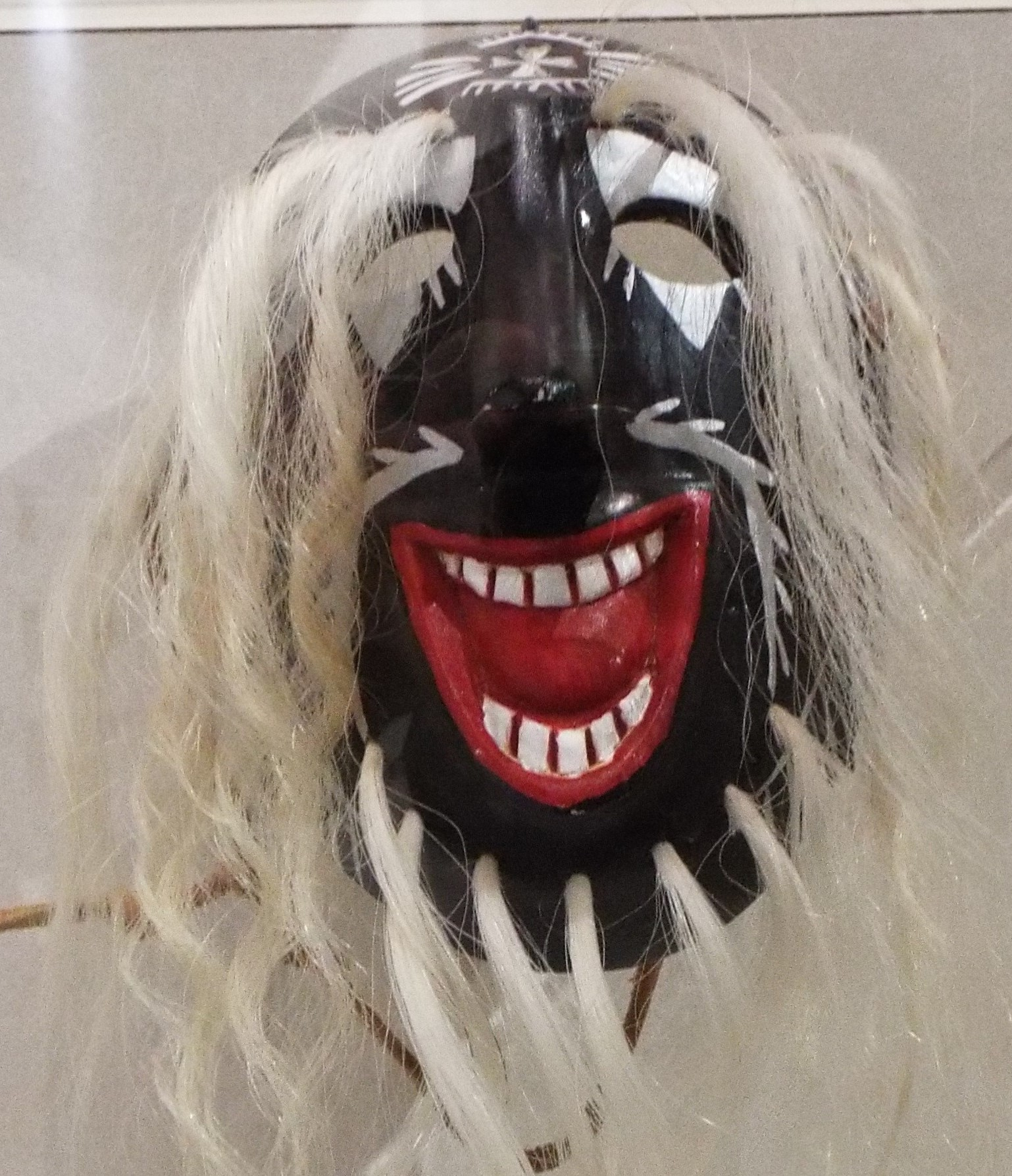
Traditionelle Yaqui-Tanzmaske im Tumacácori-Museum, (Tumacácori National Historical Park)